# Arachniodes blinii
Arachniodes blinii là một loài dương xỉ trong họ Dryopteridaceae. Loài này được Nakaike mô tả khoa học đầu tiên năm 2001.